# Artériole
Une artériole ou artère précapillaire, est un vaisseau sanguin de 40 à 110 µm de diamètre qui se raccorde et se ramifie au départ d'une artère vers des terminaisons artérielles débouchant sur des capillaires.

## Structure
La paroi d'une artériole possède les mêmes tuniques que les artères soit de l'intérieur vers l'extérieur :
- la tunique intime constituée d'un endothélium monocouche reposant sur un tissu conjonctif,
- la tunique moyenne constituée de une à trois couches de cellules musculaires disposées circulairement accompagnées de fibres élastiques,
- la tunique externe fine couche de tissu conjonctif fibreux et élastique.

Contrairement aux artères, il n'y a pas de lame élastique entre la tunique moyenne des artérioles et ses deux autres tuniques et elles ne possèdent pas de vasa vasorum.

## Notion de «résistance vasculaire»
Les artérioles ont de petites parois musculaires.

Elles sont le site primaire de la résistance vasculaire. En effet, la tension des artères irriguant le corps est la résultante de l'interaction entre le débit cardiaque (le volume de sang que le cœur pompe par minute) et la résistance vasculaire, que les médecins et chercheurs appellent habituellement résistance totale périphérique, les artérioles peuvent donc contrôler la pression artérielle moyenne (PAM) et les débits locaux (volume de sang dirigé vers des organes précis) en agissant sur cette résistance vasculaire, et ce grâce à leur vasomotricité (leur faculté de changer de diamètre). 
Les fluctuations de la tension artérielle sont dues au caractère pulsatoire du débit cardiaque et sont déterminées par l'interaction entre le volume d'éjection ventriculaire (volume d'éjection systolique) d'une part, et le volume et l'élasticité des principales artères d'autre part.